# Dominik Nowak
Dominik Nowak (* 1995 in München) ist ein deutscher Schauspieler.

## Leben
Dominik Nowak beendete 2013 seine Schulausbildung mit dem Realschulabschluss. Von 2014 bis 2016 absolvierte er am SAE Institute in München eine Ausbildung zum Tontechniker mit Bachelor-Abschluss.
Nowak stand bereits im Kindesalter und als Jugendlicher vor der Kamera. Er spielte den Erfinder und Klassentüftler „Maulwurf“, eine der Hauptrollen, in Marcus H. Rosenmüllers Literaturverfilmung Die Perlmutterfarbe. In dem mehrfach ausgezeichneten Familienfilm Wintertochter (2011), der am 18. Januar 2011 auf dem Filmfestival Max Ophüls Preis erstmals aufgeführt wurde, spielte Nowak den jungen Polen Waldek.
Anschließend arbeitete Nowak hauptsächlich für das Fernsehen. In der ZDF-Fernsehserie Der Bergdoktor hatte er eine durchgehende Serienrolle als Mario; er spielte den Freund der Bergdoktor-Tochter Lilli Gruber (Ronja Forcher). In der Komödienstadel-Produktion A Mordsgschicht (2013), die im Oktober 2013 im Fernsehstudio des Bayerischen Rundfunks in Unterföhring aufgezeichnet wurde, übernahm Nowak eine Nebenrolle als Leander Marquart; er spielte den an seinem Smartphone herumspielenden Enkel der reichen Touristin Uta Marquart (Veronika von Quast).
Er hatte außerdem Episodenhauptrollen in den Fernsehserien SOKO 5113 (2013; als Schüler Daniel Bommer, der zum Mörder an seinem Vater wird, an der Seite von Sonja Kirchberger), Die Chefin (2014; als tatverdächtiger Schüler und „Klassenbester“ Peter Behnke) und Morden im Norden (2014, als tatverdächtiger Gymnasiast und Mathematik-„Nerd“ Jan Mazur). 
Nowak lebt in Valley und München.

## Filmografie (Auswahl)
- 2009: Die Perlmutterfarbe (Kinofilm)
- 2011: Wintertochter (Kinofilm)
- 2011–2013: Der Bergdoktor (Fernsehserie; Seriennebenrolle)
- 2013: SOKO 5113: Der falsche Weg (Fernsehserie, eine Folge)
- 2013: Der Komödienstadel: A Mordsgschicht (Fernsehreihe)
- 2013: SOKO 5113: Der Schrat (Fernsehserie, eine Folge)
- 2014: Meine Frau, ihr Traummann und ich (Fernsehfilm)
- 2014: Die Chefin: Tod eines Lehrers (Fernsehserie, eine Folge)
- 2014: Morden im Norden: Revolverheld (Fernsehserie, eine Folge)
- 2016: SOKO München: Restart (Fernsehserie, eine Folge)